# Mittelrheintaunus
Der Mittelrheintaunus ist eine naturräumliche Untereinheit des westlichen Hintertaunus mit der Gliederungsnummer 304.6. Er liegt zwischen dem Bacharacher Tal (Oberes Mittelrheintal) im Südwesten, dem Unteren Lahntal im Norden,  der Nastätter Mulde und der Zorner Hochfläche im Osten und dem Wispertaunus im  Südosten.

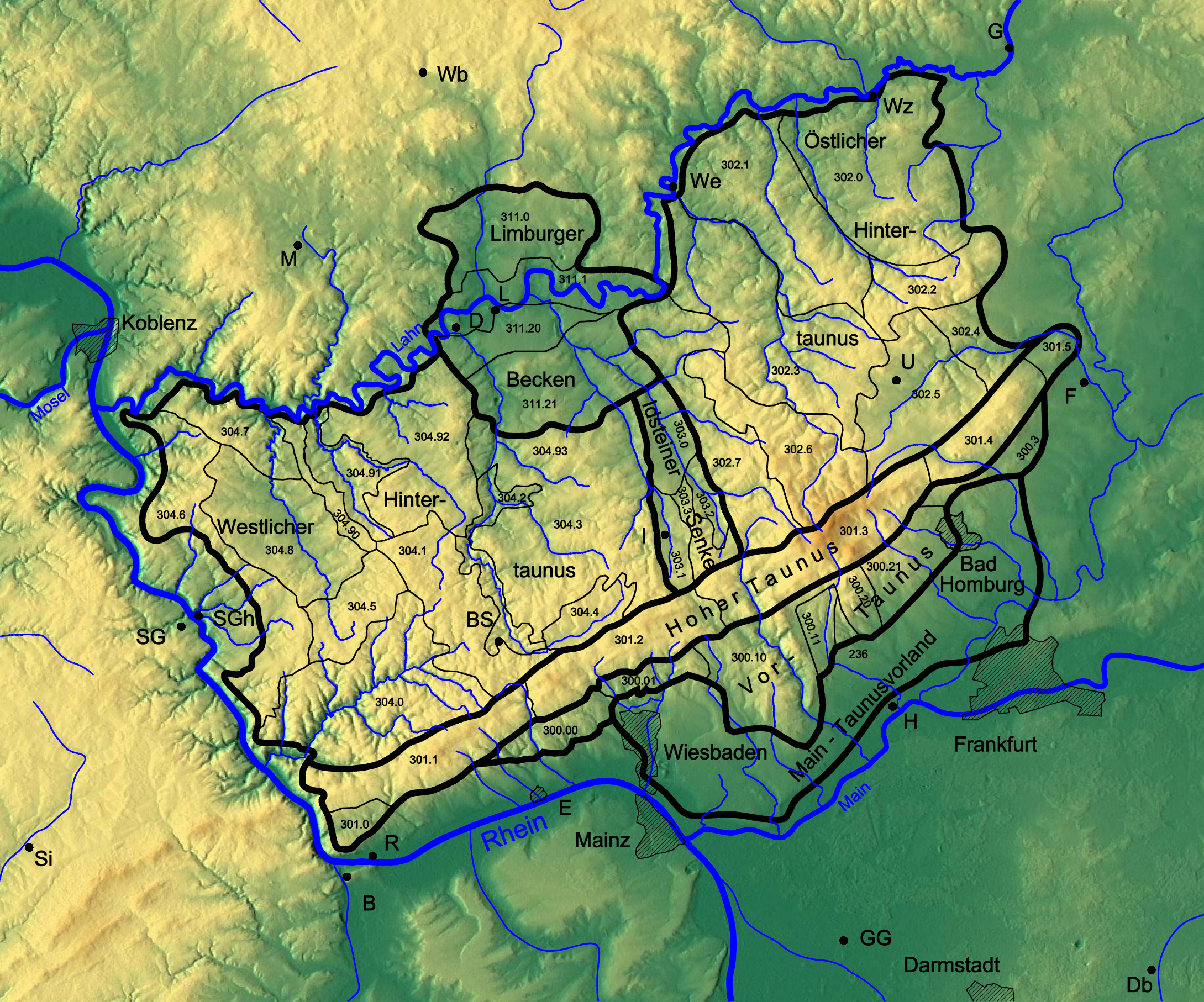
Naturräumliche Gliederung des Taunus

## Naturräumliche Lage
Der Mittelrheintaunus ist eine 2 bis 5 km breite und 350 bis 456,6 m ü. NN hoch gelegene, mäßig zerschnittene Rumpfhochfläche mit breiten, welligen Riedelhöhen, sanften Muldentälern und Ursprungsmulden. Im Süden ist sie aus Hunsrückschiefern aufgebaut, während das Mittelstück und der Nordteil aus den wechselvollen Schichten der Emser Stufe und ganz im Norden auch aus Schiefern des untersten Mitteldevon bestehen. Diese Teile wölben sich als breiter Hochflächenrücken über der Terrassenflur des Rheins und der benachbarten Nastätter Mulde. Die höchste Erhebung ist hier der Große Dachskopf (456,6 m). Die Wasserscheide zwischen Rhein und Lahn, Mühlbach und Wisper läuft nicht geradlinig über den Scheidel des Rückens, sondern buchtet sich mehrfach nach Osten aus, wegen der rückschreitenden Erosion der in den Rhein entwässernden Bäche. Die rheinwärts gerichteten Täler sind daher sehr tief, haben aber im Gegensatz zu ihren steilen unteren Talstrecken weiter oberhalb breite Wiesensohlen mit pendelnden Bächen und laufen in flachen wiesenbedeckten Ursprungsmulden aus. Im Nordteil ist die Landschaft dicht bewaldet, im mittleren und südlichen Teil beschränkt sich der Wald vor allem auf die Talhänge.
Die landwirtschaftlichen Flächen sind meist als Ackerland genutzt, nur in den oberen Bereichen der Bachtäler befindet sich Grünland.

## Naturräumliche Gliederung
- 304 Westlicher Hintertaunus[2]
  - 304.0 Mittelrheintaunus (109,56 km²)